# 鎮海楼 (福州)

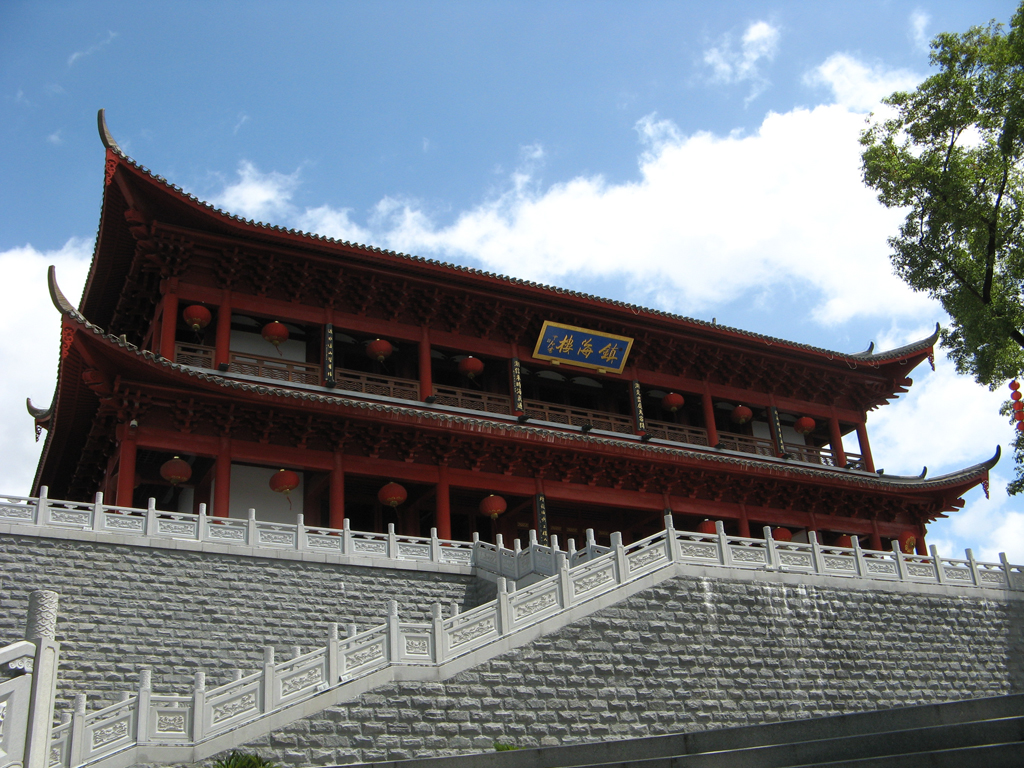
再建後の鎮海楼

鎮海楼は、福州市鼓楼区にある建築物である。元々は福州城正北方向のシンボルであり、1371年に竣工した。歴史上何度も再建されたことがあり、1970年代に取り壊されたが、2019年に再建し、同じ年の6月1日からオープンした。